# 村松恒平
村松 恒平（むらまつ こうへい、1954年10月27日 - ）は、シンボリスト、アーティスト、編集者、作家、ヒーラー。東京都出身。

## 人物
1954年、東京生まれ。新聞社を経て、JICC出版局（現・宝島社）に入社。雑誌『宝島』の編集に携わり、単行本『ANOANO』『VOW!』『愛より速く』（斎藤綾子）などを編集。80年代サブカルの震源となる。27歳で独立。自身のオフィスにて『元祖テレビ屋大奮戦』（井原高忠・文藝春秋）『共生の思想』（黒川紀章・徳間書店）などを編著。
メールマガジン『プロ編集者による　文章上達<秘伝>スクール』の発行に併行して、ネット上で描写訓練メソッド『言葉のクロッキー』を展開。また、文章術について雑誌連載をする他、全国各地でセミナーを行う。
近年は、講演やイベント主催、広告やWEB制作のプランニング等に広く活躍、絵画、陶芸などの美術活動や、「ヘタうま書道」の指導など、芸術をより身近なものにする活動に取り組む。
芸術、哲学、神秘主義などのエッセンスを、人の生きる力に変換する方法［シンクローム］を研究・実践中。

## 著書
- 『ほとんどすべての人のための《神様学》入門』（'99/洋泉社）
- 『プロ編集者による文章上達秘伝スクール』（'02/メタブレーン）
- 『文章王 (プロ編集者による文章上達〈秘伝〉スクール 2)』（'03/メタブレーン）
- 『書く人 (〈プロ編集者による〉文章上達〈秘伝〉スクール (3))』（'05 /メタブレーン）
- 『達磨』（'09/メタブレーン）
- 『不安であることの正しさについて』（'11/メタブレーン）
- 『食欲詩集』（'12/ココロ・ブランド）
- ほか共著、編著多数